# ريكي غيرينوغ
ريكي غيرينوغ (بالإنجليزية: Ricky Greenough)‏ هو لاعب كرة قدم بريطاني، ولد في 30 مايو 1961 في Mexborough ‏ في المملكة المتحدة. لعب مع نادي تشستر سيتي ونادي سكاربورو ونادي يورك سيتي.